# Charles Greene
Charles Edward Greene (Pine Bluff, 21 de março de 1945 – Lincoln, 14 de março de 2022) foi um atleta e campeão olímpico norte-americano.
Aos 20 anos, era considerado candidato à medalha nos 100 m rasos de Tóquio 1964, mas uma contratura muscular durante a corrida o fez chegar apenas em sexto lugar. Dois anos depois, em 1966, ele venceu os 100 m da Amateur Athletics Union, o que repetiu em 1968, quando por duas vezes igualou o recorde mundial, na primeira bateria eliminatória com 10s0 e na sua semifinal, com 9s9, o mesmo tempo feito por dois velocistas na outra semifinal. Esta noite em que três velocistas americanos igualaram o recorde mundial dos 100 m ficou conhecida entre os historiadores do atletismo como "A Noite da Velocidade".
Na Cidade do México 1968, disputou a final dos 100 m e ficou em terceiro lugar. Nesta prova, seu compatriota Jim Hines foi o primeiro homem a correr os 100 m abaixo de 10s – 9s95 – numa prova com cronometragem eletrônica. A medalha de ouro veio no revezamento 4x100 m, junto com Hines, Melvin Pender e Ronnie Ray Smith, que venceu a prova estabelecendo novo recorde mundial – 38s24.
Depois de encerrar a carreira, entrou para o Exército, onde tornou-se oficial e depois técnico de velocistas na Academia Militar de West Point até se retirar da ativa com a patente de major. Tornou-se posteriormente diretor da organização Special Olympics seguiu ativo no mundo do atletismo e dos esportes em geral.